# 35. (liška) divizija (NOVJ)
35. (liška) divizija je bila partizanska divizija, ki je delovala v sklopu NOV in POJ v Jugoslaviji med drugo svetovno vojno.
Ustanovljena je bila 30. januarja 1944 in razpuščena 2. aprila 1945.